# Ligue nationale Hareri
La Ligue nationale Hareri (Amharique : የሐረሪ ብሔራዊ ሊግ) est un parti politique éthiopie
Lors des élections législatives du 
15 mai 2005, le parti est parvenu à faire élire un député, Merwan Bedri Mohammed à la Chambre des représentants des peuples, pour représenter la région Harar.
En août 2005, la ligue a obtenu 18 sièges sur 36 aux élections régionales.